# Нийл Олсън
Нийл Олсън (на английски: Neil Olson) е американски писател на бестселър в жанра трилър.

## Биография и творчество
Нийл Олсън е роден на 8 октомври 1964 г. в САЩ. Внук на гръцки емигранти. Майка му е художничка. Завършва история на изкуството в колежа.
Работи в литературната агенция „Donadio & Olson“ в Ню Йорк от 1987 г., като литературен агент, президент и старши партньор.
Първата му книга, трилърът „Иконата“, е публикувана през 2005 г. Много бързо става международен бестселър.
Женен е за Каролин Сътън, литературен редактор. Нийл Олсън живее със семейството си в Ню Йорк.

## Произведения

### Самостоятелни романи
- The Icon (2005)
Иконата, изд.”Бард” 2005 г., прев. Мариана Димитрова
- The Black Painting (2018)